# New Plymouth Airport
Port lotniczy New Plymouth (IATA: NPL, ICAO: NZNP) – port lotniczy położony 11 km od New Plymouth, na Wyspie Północnej, w Nowej Zelandii.

## Linie lotnicze i połączenia
- Air New Zealand Link obsługiwana przez Air Nelson (Auckland, Christchurch, Wellington)